# 한스 페테르 부로스
한스 페테르 부로스(노르웨이어: Hans Petter Buraas, 1975년 3월 20일~)는 노르웨이의 알파인 스키 선수로 1998년 동계 올림픽에서 회전 부문에서 금메달을 획득하였다. 

## 경력
1975년 노르웨이 아케르스후스주에 위치한 도시인 베룸에서 태어났다. 1993년에 주니어 국가대표로 발탁되어 이탈리아의 몬테캄피오네에서 열린 1993년 세계 주니어 선수권 대회에 출전하여, 대회전에서 17위, 슈퍼대회전에서 19위를 기록하였다. 부로스가 경험한 첫 국제 대회에서의 성공은 이듬해에 열린 1994년에 미국 레이크플래시드에서 열린 1994년 세계 주니어 선수권 대회로 이 대회에서 남자 대회전 부문에 출전하여, 독일의 슈테판 슈탕칼라와 오스트리아의 크리스티안 피힐러의 뒤를 이어 3위를 기록하여 동메달을 획득했다. 같은 해 12월에는 프랑스의 티뉴에서 열린 자신의 첫 FIS 월드컵에 참가하였으며, 대회전 부문에 출전했으나 실격 처리되었다. 이후 다수의 유로파컵, FIS 레이스, 월드컵, 극동 레이스에 출전했으나 별다른 성적을 내지 못했다. 그러다가 1997년 1월 5일에 슬로베니아 크란스카고라에서 열린 월드컵에 출전하여 대회전 부문에서 21위를 기록하여, 자신의 첫 월드컵 순위를 기록했다.
1997년 11월 22일 미국 파크시티에서 열린 월드컵에서 회전 부문 6위에 올라 기록적인 성장을 보였다. 12월 14일에는 이탈리아 세스트리에레에서 열린 월드컵 회전 부문에서는 대표팀 동료인 핀 크리스티안 야게와 오스트리아의 토마스 지코라의 뒤를 이어 3위를 하여 생애 첫 월드컵 입상의 영광을 안았다. 이듬해인 1998년 1월 8일에는 오스트리아 슐라트밍에서 열린 월드컵 회전 부문에서 대표팀 동료인 올레 크리스티안 푸루세트를 제치고 알베르토 톰바와 지코라의 뒤를 이어 다시 동메달을 획득했다. 같은 달 26일에는 오스트리아 키츠뷔엘에서 열린 월드컵에 출전, 회전 부문에서 지코라와 0.18초 차로 첫 월드컵 은메달을 획득했다. 이후 같은 해 2월에 일본 나가노에서 열린 1998년 동계 올림픽에 출전하여 자신의 선수 인생 최고의 순간을 맛보게 되었다. 부로스는 남자 알파인 스키 회전 부문 단 한 종목에 출전했으며, 푸루세트와 지코라를 1초 이상의 시간 차로 눌렀고, 전 대회 우승자인 오스트리아의 토마스 슈탕가싱거를 약 2초 차로 꺾으며, 금메달을 획득했다. 올림픽 이후 같은 해 11월 22일에는 파크시티에서 열린 월드컵에서 프랑스의 피에리크 부르자의 뒤를 이어 준우승을 차지했다.
1999년 초기 시즌의 월드컵에서는 실격이나 완주 실패의 고배를 마셨으며, 베냐민 라이히가 우승을 차지한 1월 6일의 슐라트밍 월드컵에서는 7위를 기록하였다. 이후에도 부진은 계속되어 미국 비버크릭에서 열린 1999년 세계 선수권 대회에서도 완주 실패를 면하지 못했다. 세계 선수권 대회 직후 미국 브레켄리지에서 열린 북아메리카컵에 출전했으나 참가한 두 회전 경기 모두 완주에 실패했다. 1999년 11월 23일 비버크릭에서 열린 월드컵에서 5위를 하였고 12월 21일에는 크란스카고라 월드컵에서 13위를 차지하였다. 이듬해인 2000년 6월에는 독일 토트나우에서 열린 월드컵에서 회전 부문 9위를 기록하였고, 2월 20일에는 스위스 아델보덴 월드컵에서 4위를 했다. 이후 3월 9일에는 슐라트밍에서 열린 월드컵에서 5위를 기록했고 10일 후에 열린 보르미오 월드컵에서는 4위를 차지했다. 같은 해 11월에는 파크시티 월드컵에서 4위를 차지했으며, 12월 11일에 세스트리에레 월드컵에서 킬리안 알브레히트와 부르자를 누르고 생애 첫 월드컵 우승을 기록했다. 이는 부로스의 유일한 월드컵 금메달 기록이기도 하다. 2001년 1월 21일에는 키츠뷔엘 월드컵에서 라이히와 유레 코시르의 뒤를 이어 3위를 차지했고, 2일 후에는 슐라트밍 월드컵에서 라이히의 뒤를 이어 준우승을 차지하였다. 그러나 이 상승세에 불구하고 2001년 2월에 열린 장크트안톤에서 열린 2001년 세계 선수권 대회에서는 완주에 실패하여 순위를 기록하지 못했다.
2001년 5월 훈련 도중에 심각한 부상을 입어 2001-02 시즌에는 선수로 활동하지 못했다. 2002년 11월에 파크시티에서 열린 북아메리카컵을 통해 복귀했으며 12월 16일에 열린 세스트리에레 월드컵에서 회전 부문 4위를 기록했고, 2003년 1월 12일에 열린 보르미오 월드컵에서는 크로아티아의 이비차 코스텔리치와 미국의 보디 밀러의 뒤를 이어 동메달을 획득했다. 이후 1월 19일에 스위스 벵겐에서 열린 월드컵에서는 회전 부문 5위에 올랐으며, 1월 28일에 열린 슐라트밍 월드컵에서 핀란드의 칼레 팔란데르와 오스트리아의 라이히의 뒤를 이어 회전 부문 3위를 차지했다. 2월 16일 장크트모리츠에서 열린 2003년 세계 선수권 대회에서는 회전 부문에 출전했으나 2라운드에서 실격 판정을 받았다.
이후 부로스는 용평, 시가 고원, 파크시티, 마돈나디캄필리오, 비버크릭, 세스트리에레, 플라하우, 샤모니, 벵겐, 키츠뷔엘, 슐라트밍, 크란스카고라 등지에서 열린 월드컵 경기에 출전했으나 모두 메달 획득에는 실패했다. 이후 2005년 12월 12일에 마돈나디캄필리오 월드컵에서 13위, 2006년 1월 24일에 슐라트밍에서 열린 월드컵에서 12위를 기록했는데, 이 순위가 부로스가 선수 경력 동안 기록한 마지막 월드컵 순위가 되었다. 부로스는 2차례의 월드컵을 통해 토리노에서 열리는 2006년 동계 올림픽 출전 자격을 얻었으며, 선수 인생 마지막 올림픽인 토리노 올림픽에서는 회전 부문에 출전했으나 1차 경기에서 완주에 실패했다. 올림픽 이후에는 몇 번의 유러피언 컵이나 월드컵에 출전하였으며, 스웨덴 오레에서 열린 2007년 세계 선수권 대회에서 회전 부문 8위를 기록했다. 같은 해 3월 15일에 마돈나디캄필리오에서 열린 유로파컵을 마지막으로 국가대표에서 은퇴했으며, 2008년 4월 2일에 열린 노르웨이 선수권 대회를 마지막으로 현역에서 은퇴했다.

## 성적

### 올림픽
| 연도 | 대회일   | 장소   | 종목 | 결과 | 메달 | 우승자        |
| ---- | -------- | ------ | ---- | ---- | ---- | ------------- |
| 1998 | 2월 21일 | 나가노 | 회전 | 1위  |      | 본인          |
| 2006 | 2월 25일 | 토리노 | 회전 | DNF  | -    | 베냐민 라이히 |